# Pennisetia bohemica
Pennisetia bohemica är en fjärilsart som beskrevs av Kralicek och Povolny 1974. Pennisetia bohemica ingår i släktet Pennisetia och familjen glasvingar. Inga underarter finns listade i Catalogue of Life.